# Aidez l'Espagne
Aidez l'Espagne (Ajudeu Espanya) és un pochoir dissenyat per Joan Miró l'any 1937 a petició de Christian Zervos, qui li demanà que realitzés una obra que es pogués editar en forma de segell de correus per tal de recaptar fons i finançar així el govern de la república espanyola. L'obra fou realitzada en el marc dels treballs de preparació i posada a punt del pavelló de la república espanyola per a l'Exposició Internacional de París de 1937, un projecte en el qual Miró col·laborà tot executant el mural del Segador.

## Descripció
El pochoir és protagonitzat per un pagès català, tocat amb barretina i amb el puny dret aixecat. L'emmarquen, a dalt i a baix, les dues paraules que formen el lema, una exhortació als ciutadans dels països veïns a donar un cop de mà al govern de la república espanyola, llavors submergida de ple en la guerra civil. L'artista va optar per representar un pagès pel missatge tel·lúric que transmetia aquesta figura, la d'un personatge arrelat a la terra, que al mateix temps és el medi que treballa amb les seves mans per subsistir. Miró considerava que representar un pagès era millor que representar un intel·lectual, en tant que el primer resultava més autèntic a ulls del públic.
La peça és de colors vius (els colors de la bandera espanyola, una bandera que es presenta incompleta per les taques blanques ben visibles a la figura del pagès), i el gest del pagès, sumat a la força del seu puny aixecat, confereixen una gran potència a l'obra i s'adapten perfectament a les necessitats de la propaganda. Justament el que cercava l'artista:
| «           | Vaig procurar que causés un gran impacte plàstic. Això és el que importa: si ho aconsegueixo, llavors és fàcil aconseguir que també tingui un impacte intel·lectual. | » |
| — Joan Miró | |   |

D'aquest pochoir se'n realitzà una tirada limitada de segells, que costaven un franc, per tal de destinar els beneficis de la seva venda a finançar el govern republicà espanyol. A més, també es feu una tirada limitada de cartells serigrafiats de grans dimensions, als quals s'hi incorporà un manuscrit de Miró en francès, que resava: "En la lluita actual veig les forces caduques al costat feixista; mentre que a l'altre hi ha el poble llurs immensos recursos creadors donaran a Espanya una empenta que sorprendrà el món."
| «           | Que si m'adonava que això significava un posicionament? És clar. M'aixecava en contra de tot allò que creia que era caduc i posava la meva esperança en allò que em semblava més humà i autèntic. Vaig passar molta por per haver fet aquesta obra. | » |
| — Joan Miró | |   |